# Tetranchyroderma longipedum
Tetranchyroderma longipedum is een buikharige uit de familie Thaumastodermatidae. Het dier komt uit het geslacht Tetranchyroderma. Tetranchyroderma longipedum werd in 2008 voor het eerst wetenschappelijk beschreven door Hummon. 